# Egerton University
Egerton University is een openbare universiteit in Njoro, een stad in de Keniaanse provincie Nakuru. De universiteit bestaat uit drie campussen en een campus college, die allemaal in of nabij Njoro liggen, behalve de Nairobi City Campus. Er zijn negen faculteiten en 51 departementen, waar verschillende studies worden aangeboden op verschillende niveaus, zowel voor studenten die hun eigen studie bekostigen als voor studenten die worden gesubsidieerd door de overheid. De Universiteit van Chuka, de Universiteit van Kisii en Laikipia University zijn alle voormalige onderdelen van Egerton University. Elk jaar studeren er zo'n 3.000 studenten af. De rector van de universiteit is Shem Oyoo Wandiga, maar ze staat onder de dagelijkse leiding van vice-rector James Kiprop Tuitoek.
De universiteit komt voor in de rankings als de nummer 4 universiteit van Kenia, nummer 65 van Afrika en nummer 4218 van de wereld, en is lid van de Vereniging van Afrikaanse Universiteiten.

## Geschiedenis
Lord Maurice Egerton of Tatton, een Britse kolonist die in de jaren 20 van de twintigste eeuw naar Kenia kwam, stichtte in 1939 de Farm School in Njoro. De school was toen alleen bedoeld voor blanke Europese studenten. In 1950 werd deze omgevormd tot een landbouwschool die diploma's uit mocht geven. Sinds de onafhankelijkheid van Kenia in 1963 worden studenten van alle rassen en nationaliteiten toegelaten, en in 1966 werd de eerste Afrikaanse directeur aangesteld. Na een geldinjectie van de Keniaanse overheid en het United States Agency for International Development in 1979 werd de school flink uitgebreid. In 1986 werd het een onderdeel van de Universiteit van Nairobi, maar al het jaar daarna werd het een onafhankelijke universiteit onder de naam Egerton University.

## Campussen
De universiteit bestaat uit drie campussen en een campus college.
- Njoro Main Campus
- Kenyatta Campus, vijf kilometer buiten Njoro
- Nairobi City Campus
- Nakuru Town Campus College

## Faculteiten
Egerton University heeft de volgende faculteiten:
- Faculteit landbouw
- Faculteit sociale wetenschappen
- Faculteit handel
- Faculteit educatie en communicatiewetenschappen
- Faculteit techniek
- Faculteit milieu en ontwikkeling
- Faculteit gezondheidswetenschappen
- Faculteit natuurwetenschappen
- Faculteit diergeneeskunde en chirurgie

Daarnaast heeft de universiteit ook een instituut voor de ontwikkeling van de vrouw en een college voor studeren op afstand.

## Faciliteiten
De universiteit heeft onder andere een HIV/AIDS-centrum, een universiteitsbibliotheek en een botanische tuin. Ook zijn er sportfaciliteiten, catering en gezondheidsvoorzieningen voor studenten.

## Studentenvereniging
Egerton University heeft een studentenvereniging, Students Union of Egerton University (SUEU), die sinds 1987 de studenten vertegenwoordigt in verschillende onderdelen van de universiteit. Elk jaar houdt de vereniging verkiezingen voor het Union Congress, het medezeggenschapsorgaan van Egerton University. Ook wordt er dan een studentvertegenwoordiger gekozen voor de universiteitsraad en de senaat. SUEU werkt daarnaast samen met studieverenigingen van andere Keniaanse universiteiten.

## Samenwerkingsverbanden
De universiteit werkt samen met de Nanjing Agricultural University in China. Daarnaast is er ook een samenwerkingsverband met Western Michigan University in Kalamazoo in de Verenigde Staten. Met die laatste universiteit biedt Egerton University een programma aan waarbij studenten de helft van hun studie in Michigan volgen, om de studie vervolgens af te maken in Kenia. Dit is mogelijk voor de studies techniek, informatica en bedrijfskunde.
Naast samenwerking met andere universiteiten heeft de universiteit ook connecties met Empowerment Resource Technologies Ltd, een bedrijf in consultancy en diagnostiek.